# Tetranchyroderma hoonsooi
Tetranchyroderma hoonsooi is een buikharige uit de familie Thaumastodermatidae. Het dier komt uit het geslacht Tetranchyroderma. Tetranchyroderma hoonsooi werd in 2001 voor het eerst wetenschappelijk beschreven door Chang & Lee. 